# Hotel Mumbai
Hotel Mumbai (prt: Hotel Mumbai; bra: Atentado ao Hotel Taj Mahal) é um filme de drama histórico e suspense índio-australo-estadunidense de 2018 co-escrito e dirigido por Anthony Maras. Inspirado no documentário Surviving Mumbay que narra os atentados de 26 de novembro de 2008 em Bombaim, o filme é mais particularmente centrado no Taj Mahal Palace, um dos alvos desses ataques terroristas.
O filme estreou em 7 de setembro de 2018 no Festival Internacional de Cinema de Toronto, com estreia australiana no Festival de Cinema de Adelaide em 10 de outubro de 2018, seguido por um lançamento cinematográfico na Austrália em 14 de março de 2019, então nos Estados Unidos em 22 de março de 2019 e no Brasil em 11 de julho de 2019.

## Elenco
- Dev Patel como Arjun
- Armie Hammer como David

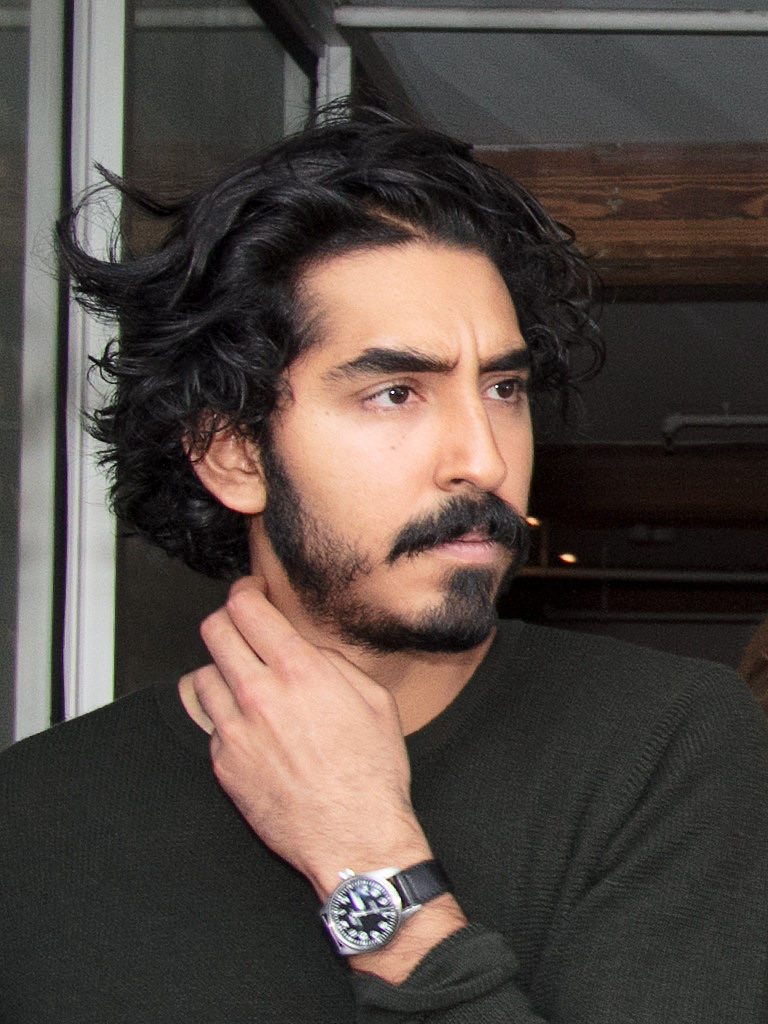
Dev Patel estrela como Arjun, um garçom no hotel

- Nazanin Boniadi como Zahra Kashani
- Tilda Cobham-Hervey como Sally
- Anupam Kher como Cozinheiro Hemant Oberoi
- Jason Isaacs como Vasili
- Suhail Nayyar como Abdullah
- Vipin Sharma como Dilip
- Amandeep Singh como Imran
- Manoj Mehra como Houssam
- Dinesh Kumar como Rashid
- Kapil Kumar Netra como Kasab
- Amrit Singh como Ismail
- Mohammad Arafat Sarguroh como Summer King
- Angus McLaren como Eddie
- Natasha Liu Bordizzo como Bree
- Sandeep Bhojak como Porteiro

## Recepção da critica
Para Le Parisien, o filme é um “thriller muito eficaz” com uma reconstrução dos acontecimentos “notavelmente documentado”. La Nouvelle République julga o “elenco brilhante” e a “tensão extrema”, sendo a emoção ainda mais forte quando Anthony Maras misturou imagens de arquivo com o seu filme.
The Times of India considera que, tecnicamente, Hotel Mumbai é um filme bem elaborado. A cinematografia, o design de som e a música de fundo são excelentes. A tensão e o medo são palpáveis quase a cada minuto. O jornal lamenta, no entanto, que a história use algumas cenas artificiais que quebram o fluxo e que, até os créditos finais, não divulgue nenhuma informação sobre os terroristas do Lashkar-e-Toiba que realizaram o ataque. O filme, segundo o jornal, também tem a vantagem de relembrar “a extraordinária coragem das pessoas comuns”.